# José Ferreira de Melo
José Ferreira de Melo (São José, 9 de fevereiro de 1841 — São José, 1 de fevereiro de 1898) foi um advogado e político brasileiro.
Filho de Luís Ferreira do Nascimento Melo e Ana Cândida Vieira da Rosa de Melo.
Bacharel em direito pela Faculdade de Direito de São Paulo.
Foi deputado à Assembleia Legislativa Provincial de Santa Catarina na 19ª legislatura (1872 — 1873).
Foi juiz de direito de Tubarão, de 1876 a 1881.
Foi vice-presidente da província de Santa Catarina, nomeado por carta imperial de 28 de dezembro de 1885, tendo assumido a presidência interinamente de 13 de fevereiro a 6 de março de 1889.